# 6-O-メチルノルラウダノソリン 5'-O-メチルトランスフェラーゼ
6-O-メチルノルラウダノソリン 5'-O-メチルトランスフェラーゼ(6-O-methylnorlaudanosoline 5'-O-methyltransferase、EC 2.1.1.121)は、以下の化学反応を触媒する酵素である。
S-アデノシル-L-メチオニン + 6-O-メチルノルラウダノソリン{\displaystyle \rightleftharpoons }S-アデノシル-L-ホモシステイン + ノルオリエンタリン
従って、この酵素の2つの基質はS-アデノシル-L-メチオニンと6-O-メチルノルラウダノソリン、2つの生成物はS-アデノシル-L-ホモシステインとノルオリエンタリンである。
この酵素は、転移酵素、特に1炭素基を転移させるメチルトランスフェラーゼのファミリーに属する。系統名は、S-アデノシル-L-メチオニン:6-O-メチルノルラウダノソリン 5'-O-メチルトランスフェラーゼ(S-adenosyl-L-methionine:6-O-methylnorlaudanosoline 5'-O-methyltransferase)である。この酵素は、アルカロイド生合成に関与している。